# Duché du Montferrat
1574–1708
Entités précédentes :
- Saint-Empire
-  Marquisat de Montferrat

Entités suivantes :
- États de Savoie
-  Duché de Savoie

Le duché de Montferrat était un État impérial du Saint-Empire romain germanique dans le nord du royaume d'Italie.

## Histoire
Après la mort sans héritier du marquis Jean Georges de Montferrat (Maison Paléologue), le marquisat fut quelque temps sous domination espagnole (1533-1536), avant de passer dans la famille des Gonzague, déjà ducs de Mantoue (1536-1708).
En 1574, Maximilien II du Saint-Empire érige le marquisat en duché.
Avec la guerre de Succession de Mantoue (1628-1631), une partie du duché passe à la maison de Savoie, et le reste en 1708, lorsque Joseph Ier du Saint-Empire acquiert le duché de Mantoue.

## Géographie
À l'époque, l'État de Montferrat s'étendait sur 2 750 km² aux confins de la principauté de Piémont, du duché de Milan et de la république de Gênes. Sa capitale était Casale Monferrato.